# Mytiloida
Mytiloida là một bộ thân mềm hai mảnh vỏ biển. Có một siêu họ còn tồn tại, Mytiloidea, với một họ duy nhất, Mytilidae.

## Phân loại 2010
Trong năm 2010, một hệ thống phân loại mới đề xuất cho hai mảnh vỏ được công bố bởi Bieler, Carter & COAN.
- Siêu họ: Mytiloidea
  - Họ: Mytilidae